# Бенифонтен
Бенифонтен (фр. Bénifontaine) насеље је и општина у североисточној Француској у региону Север-Па д Кале, у департману Па де Кале која припада префектури Ланс.
По подацима из 2011. године у општини је живело 355 становника, а густина насељености је износила 73,35 становника/km². Општина се простире на површини од 4,84 km². Налази се на средњој надморској висини од 25 метара (максималној 54 m, а минималној 22 m).

## Демографија
| 1962. | 1968. | 1975. | 1982. | 1990. | 1999. | 2011. |
| ----- | ----- | ----- | ----- | ----- | ----- | ----- |
| 258   | 275   | 289   | 295   | 303   | 275   | 355   |

График промене броја становника у току последњих година